# 阿恩德·派弗
阿恩德·派弗（德語：Arnd Peiffer，1987年3月18日—），生于下萨克森沃尔芬比特尔，德国男子冬季两项运动员。

## 生平
安德在九岁时跟随比他大两岁的姐姐亨丽克（Henrike）开始练习冬季两项项目。他于2009年1月在奥伯霍夫完成了自己的世界杯分站赛首秀。
阿恩德习惯在比赛前正好30分钟的时候吃一个香蕉。尽管阿恩德以冬季两项为主攻项目，他也有参加越野滑雪的比赛，他曾在2014年冬奥同时参加冬季两项和越野滑雪两个大项。